# Jasutoši Miura
Jasutoši Miura (japonsko 三浦 泰年), japonski nogometaš in trener, 15. julij 1965.
Za japonsko reprezentanco je odigral tri uradne tekme.